# Стрельба в Университете штата Мичиган
Стрельба в Университете штата Мичиган — массовая стрельба в Ист-Лансинг, штат Мичиган, США, произошедшее 13 февраля 2023 года, в результате которого трое студентов погибло. Стрелок, 43-летний Энтони Дуэйн Макрей, покончил жизнь самоубийством, находясь в окружении полиции. Стрельба вызвала протесты. Политики также после стрельбы предложили законы об ужесточении законов контроля над оружием.

## События
Стрелок вышел из автобуса на остановке Гранд-Ривер/Берки-Холл 13 февраля 2023 года в 19:19 по местному времени (UTC-4). Дальше нападавшего фиксируют камеры в 19:24, 19:26, 20:12. Стрелок был одет в джинсовую куртку, красные туфли и бейсболку. Как сообщили студенты, в 20:15 они услышали в коридоре за кабинетом выстрел, а затем Макрей, спустя несколько секунд, зашёл в класс 114 и начал стрелять по студентам, убив двоих человек. В 20:18 из Берки-Холла стали поступать звонки в службу 911. Спустя минуту, в 20:19 информация была передана в правоохранительные органы, а ещё спустя минуту, в 20:20, полиция добралась до кампуса университета. К этому времени стрелок покинул здание и направился в сторону Союза Университета штата Мичиган. В 20:23 стрелок делает выстрел по пути в Союз. В 20:24 Энтони проникнул на территорию Союза, где открыл стрельбу, убив Брайана Фрейзера. В 20:26 поступили звонки в 911, где сообщали о стрельбе. В 20:27 полиция прибыла в Союз. В это время Макрей покинул территорию Союза и кампуса. В 20:30 и 20:31 по университету были разосланы сообщения с просьбами укрыться. Жителей близлежащих районов также попросили оставаться дома. В 21:14 человек, соответствующий описанию стрелка, был зафиксирован идущим на север по Харрисону возле Гранд-Ривер-авеню. В это время его личность оставалась неизвестной. В 23:35 полиция сообщила, что «бдительный гражданин» узнал стрелка в районе Лансинга, в нескольких милях от кампуса. В 23:49 стрелка обнаружила полиция, и он, в окружении полиции, совершил самоубийство, выстрелив из пистолета себе в голову.

## Жертвы
Жертвам нападавшего было от 19 до 20 лет. Самому нападавшему было 43 года.
Жертвы:
1. Ариэль Андерсон, 19 лет. Погибла в 114 кабинете.
2. Александрия Вернер, 20 лет. Погибла в 114 кабинете.
3. Брайан Фрейзер, 20 лет. Погиб возле здания Союза Университета штата Мичиган.
4. Энтони Дуэйн Макрей, 43 года. Сам нападавший.

Помимо этого пятеро человек получили ранения.

## Преступник
Стрелявшим был Энтони Дуэйн Макрей (10 июня 1979 г. — 13 февраля 2023 г.), 43-летний афроамериканец, житель Лансинга. Макрей не имел известной связи с университетом. Макрей родился в Беаре, штат Делавэр, вырос в Трентоне, штат Нью-Джерси, и переехал в Мичиган в 2003 году.

## Последующие события
После события, на камне возле университета были написаны красной краской «Сколько ещё?» в знак обозначении проблемы массовых убийств в США. 15 февраля были проведены протесты возле Капитолия штата с призывами ужесточения законов о контроле об оружии. Президент США Джо Байден высказал соболезнования семьям погибших. Были внесены некоторые поправки в законы об оружии. Выяснилось, что некоторые студенты до этого пережили другие нападения, такие как стрельба в Сэнди-Хук или стрельба в школе Оксфорда.